# Chirotica punctata
Chirotica punctata är en stekelart som beskrevs av Kanhekar 1989. Chirotica punctata ingår i släktet Chirotica och familjen brokparasitsteklar. Inga underarter finns listade i Catalogue of Life.